# 4921 Volonté
4921 Volonté eller 1980 SJ är en asteroid i huvudbältet som upptäcktes den 29 september 1980 av den tjeckiske astronomen Zdeňka Vávrová vid Kleť-observatoriet. Den är uppkallad efter den italienska skådespelaren Gian Maria Volonté.
Asteroiden har en diameter på ungefär 5 kilometer.